# Side of a Bullet
Singles de Nickelback
If Everyone Cared
(2006) Gotta Be Somebody
(2008)
Side of a Bullet est le vingtième single du groupe Nickelback et le septième de l'album All the Right Reasons sorti en 2005.

## Classements
| Classement (2007)            | Meilleure position |
| ---------------------------- | ------------------ |
| États-Unis (Mainstream Rock) | 7                  |

## Liste des chansons
| 1.   | Side of a Bullet | 3:38 |
| 3:38 |                  |      |